# Depilacja nicią

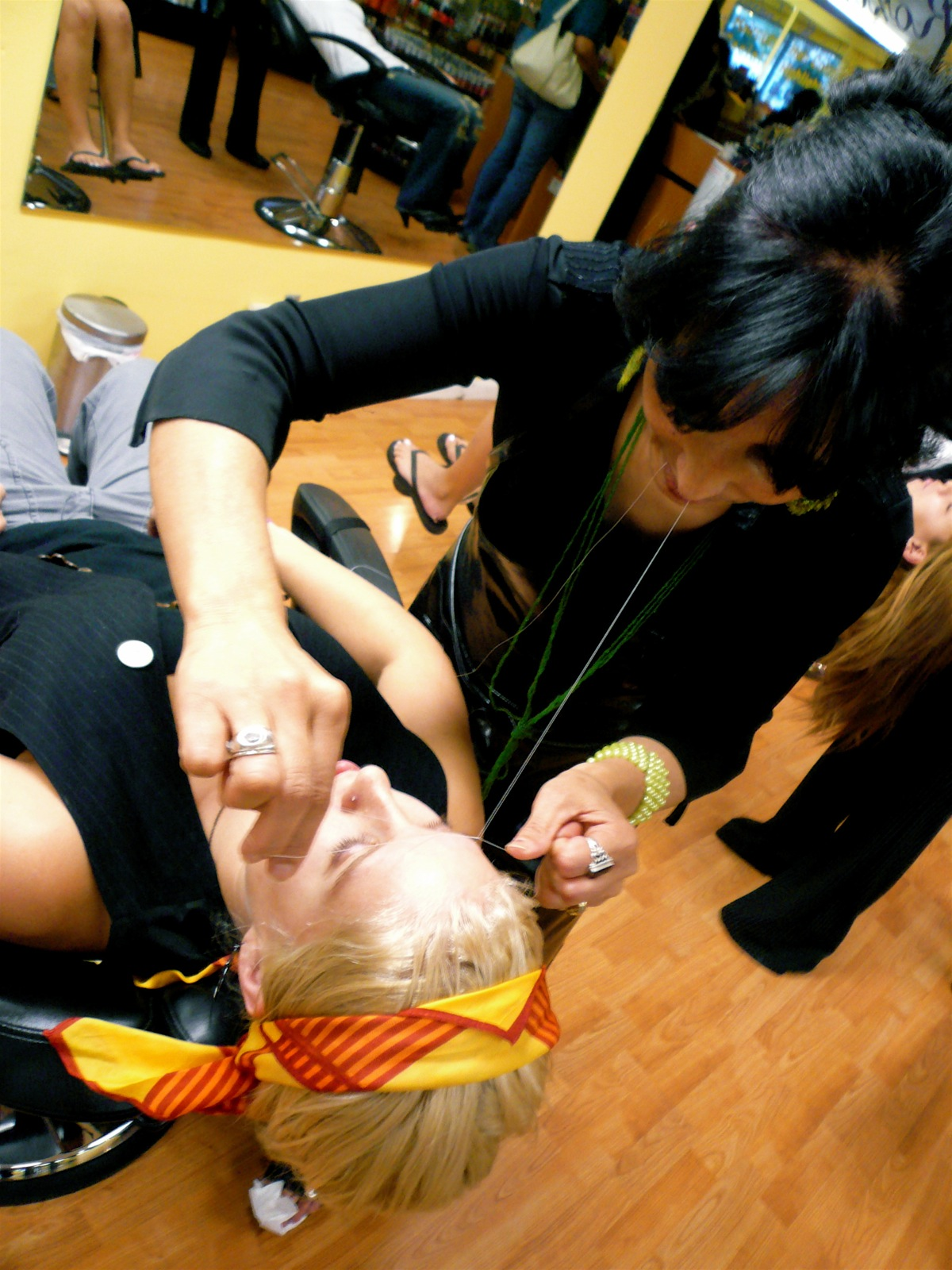
Depilacja brwi nicią

Depilacja nicią – metoda usuwania nadmiaru owłosienia, głównie regulacji brwi, przy użyciu bawełnianej nici. Znana od starożytności, pochodzi z Indii i centralnej Azji.
Nić jest składana tak, by tworzyć dwa równoległe pasma, które następnie są skręcane u podstawy włosa i unoszone. Końce nici osoba wykonująca depilację trzyma najczęściej w zębach. Zabieg nie jest bolesny, powoduje zdecydowanie mniejszy dyskomfort niż usuwanie włosków pęsetą.
Obecnie coraz bardziej popularna także w Europie, jako część oferty zakładów fryzjerskich czy salonów piękności.